# Holstebro
Holstebro es una ciudad danesa, capital del municipio del mismo nombre, en la región de Jutlandia Central. Tiene una población de 37.487 habitantes en 2025. 
Es una ciudad de vocación comercial e industrial. Sus industrias incluyen maquinaria, producción de alimentos, hierro, muebles e industria química.

## Historia
La ciudad se originó alrededor de un vado por donde se cruzaba el Storå. Más tarde, en el sitio se construyó un puente (en danés: bro), lo que da origen a la segunda parte del nombre de Holstebro. La primera parte del nombre se sugiere que proviene del danés antiguo holstath, con significado de "hueco" u hoyo", que haría referencia a la presencia de hundimientos o hendiduras en las inmediaciones del río. La ciudad es citada por primera vez en 1274 con el nombre de Holstatbro, pero a lo largo de la historia sería nombrada también como Holstathbroo (1340), Holstebroff (1418), Holstebrow (1638) y Holstebro (a partir de 1844).
Aunque la primera referencia escrita a la ciudad data de 1244, su historia es anterior. Los restos históricos más antiguos son fragmentos de cerámica que datan del siglo XII, encontrados en excavaciones en el centro de la ciudad. No se sabe cuándo recibió Holstebro los privilegios de ciudad, ya que la carta original se perdió durante alguno de los incendios que hubo a lo largo de la historia. Desde la Edad Media hasta el siglo XVII, Holstebro consistía de un conjunto hacinado de pequeñas casas, entre las cuales era fácil que un incendio se propagase rápidamente. Los diferentes incendios fueron la causa de que se perdiera la mayor parte de los edificios de la época medieval. En 1552, por ejemplo, se incendió el ayuntamiento y se perdieron los archivos de la ciudad.
Holstebro, localizada en el centro geográfico del antiguo distrito de Hardsyssel, fue durante la Edad Media el principal centro comercial de la región y hasta ca. 1500, la sede de la asamblea local. La ciudad fue una de las principales productoras de ganado de Jutlandia hasta el siglo XX.
A mediados del siglo XIX comenzó la industrialización de la ciudad. En 1854-1855 quedó inaugurado el puerto de Struer, que sirvió de puerto a Holstebro, y en 1866 quedaron conectadas por ferrocarril ambas ciudades. Ese mismo siglo Holstebro se convirtió en pionera de la exportación de productos de cerdo al Reino Unido. Desde finales del siglo XIX la ciudad era el centro de la fundición de hierro de Jutlandia occidental y ha contado también con una importante producción tabacalera. Sin embargo, desde las décadas de 1960 y 1970 la economía se diversificó.
En la expansión de la ciudad que se vivió en la segunda mitad del siglo XX, los nuevos barrios residenciales se concentraron principalmente en el norte, mientras que las zonas industriales se distribuyen en la periferia, a lo largo de la vía de circunvalación.

## Hermanamientos
Holstebro está hermana con las siguientes ciudades:
- Karmøy, Noruega
- Brașov, Rumania

Holstebro también forma parte del Douzelage, un hermanamiento de 24 ciudades pequeñas de la Unión Europea.
| - Agros, Chipre - Altea, España - Bad Kötzting, Alemania - Bellagio, Italia - Bundoran, Irlanda - Chojna, Polonia - Granville, Francia - Houffalize, Bélgica - Judenburg, Austria | - Karkkila, Finlandia - Köszeg, Hungría - Marsaskala, Malta - Meerssen, Países Bajos - Niederanven, Luxemburgo - Oxelösund, Suecia - Prienai, Lituania - Préveza, Grecia | - Sesimbra, Portugal - Sherborne, Reino Unido - Sigulda, Letonia - Siret, Rumania - Škofja Loka, Eslovenia - Sušice, República Checa - Tryavna, Bulgaria - Türi, Estonia - Zvolen, Eslovaquia |